# ナイン・ソングス・オヴ・ジョン・レノン
『ナイン・ソングス・オヴ・ジョン・レノン』（Nine Songs of John Lennon）は、ポーランドのプログレッシブ・ロック・バンド、コラージュが1993年に発表した2作目のアルバム。ジョン・レノンに捧げられたトリビュート・アルバムである。

## 背景
コラージュは1991年12月のコンサートで、レノンの曲を何曲か演奏し、それが本作の構想につながって、1992年には新ボーカリストのロバート・アミリアンを迎えて本作を録音した。「ギヴ・ピース・ア・チャンス」の終盤では、ディープ・パープル「スモーク・オン・ザ・ウォーター」、レッド・ツェッペリン「ロックン・ロール」といった曲の断片も演奏されている。

## 評価
Cesar Lanzariniはオールミュージックにおいて5点満点中3点を付け「各曲を深遠なプログレッシブ・ロック・スタイル（聴き手は幾つかの曲のアレンジで、ピンク・フロイドからの影響を見出せるだろう）に変えており、結果としては最良となった」と評している。また、『CDジャーナル』のミニ・レビューでは「アイデア自体はそれほどユニークなものだとも思えないが、意外に面白い結果になっている曲もある」と評されている。

## 収録曲
特記なき楽曲はジョン・レノン作。
1. パワー・トゥ・ザ・ピープル - "Power to the People" - 3:18
2. トゥモロー・ネヴァー・ノウズ - "Tomorrow Never Knows" (John Lennon, Paul McCartney) - 4:14
3. ウーマン - "Woman" - 5:41
4. ゴッド - "God" - 7:25
5. ウェル・ウェル・ウェル - "Well Well Well" - 1:46
6. イマジン - "Imagine" - 6:08
7. ギヴ・ピース・ア・チャンス - "Give Peace a Chance" (J. Lennon, P. McCartney) - 7:01
8. ゼアズ・ア・プレイス - "There's a Place" (J. Lennon, P. McCartney) - 4:16
9. コールド・ターキー - "Cold Turkey" - 5:15

## 参加ミュージシャン
- ロバート・アミリアン - ボーカル、アコースティック・ギター
- ミレク・ギル - エレクトリック・ギター、アコースティック・ギター、バッキング・ボーカル
- クシシュトフ・パルチェフスキー - キーボード、バッキング・ボーカル
- ピョートル・ヴィットコフスキー - ベース、バッキング・ボーカル
- ヴォイテック・シャドコフスキー - ドラムス、バッキング・ボーカル

ゲスト・ミュージシャン
- Jacek Korzeniowski - ピアノ・ソロ(on #7)
- Zbigniew Bieniak - リード・ボーカル(on #7)、バッキング・ボーカル
- Halina and Agnieszka - 女声コーラス